# 索尼娅·约翰逊
索尼娅·约翰逊（英語：Sonja Johnson，1967年12月14日—），澳大利亚女子马术运动员。她曾代表澳大利亚参加2008年夏季奥林匹克运动会马术比赛，获得团体三项赛银牌和个人三项赛第10名。